# NGC 6263
NGC 6263 هي مجرة تتبع كوكبة الجاثي. اكتشفها ألبرت مارث في 28 يونيو 1864.

## روابط خارجية
- NGC 6263 على موقع ويكي سكاي: DSS2, SDSS, GALEX, IRAS, Hydrogen α, X-Ray, Astrophoto, Sky Map, Articles and images